# シュール分解
数学の線型代数学の分野におけるシューア分解（シューアぶんかい、英: Schur decomposition）あるいはシューア三角化 (Schur triangulation) とは、イサイ・シュールの名にちなむ行列の分解の一種である。

## 内容
シュール分解とは、次のようなものである： A を成分が複素数であるような n × n 正方行列とする。このとき、A は次のように表現することが出来る。
{\displaystyle A=QUQ^{-1}}
ここで Q はあるユニタリ行列（したがって、その逆 Q−1 は Q の共役転置 Q* でもある）であり、U は A のシューア標準形 (Schur form) と呼ばれる上三角行列である。U は A と相似であるため、それらは等しい固有値の多重集合を持つ。また U は三角行列であるため、そのような固有値は U の対角成分で与えられる。
シュール分解は、A-不変部分空間からなる包含列 {0} = V0 ⊂ V1 ⊂ ... ⊂ Vn = Cn が存在することを意味する。また各 i に対し、初めの i 個の基底ベクトルがその入れ子型の列の Vi を張るようなある順序付けられた（Cn の標準的なエルミート形式に対する）正規直交基底が存在する。また違った言い方をすれば、初めの部分はある複素有限次元ベクトル空間上の線型作用素が、完全旗 (V1,...,Vn) を安定化することを意味する。

## 証明
シュール分解の証明は次のようになる。複素有限次元ベクトル空間上のすべての作用素 A は固有値 λ と対応する固有空間 Vλ を持つ。Vλ⊥ をその固有空間の直交補空間とする。このとき、その直交分解に関して、A には次のような行列表現が存在することが明らかである（ここで Vλ および Vλ⊥ を張るような任意の正規直交基底 Z1 および Z2 をそれぞれ選ぶことが出来る）。
{\displaystyle {\begin{bmatrix}Z_{1}&Z_{2}\end{bmatrix}}^{*}A{\begin{bmatrix}Z_{1}&Z_{2}\end{bmatrix}}={\begin{bmatrix}\lambda \,I_{\lambda }&A_{12}\\0&A_{22}\end{bmatrix}}\colon {\begin{matrix}V_{\lambda }\\[-1pt]\!\oplus \\[1pt]\,V_{\lambda }^{\perp }\end{matrix}}\to {\begin{matrix}V_{\lambda }\\[-1pt]\!\oplus \\[1pt]\,V_{\lambda }^{\perp }\end{matrix}}}
但し Iλ は Vλ 上の恒等作用素である。この行列は、ブロック行列 A22 を除いて上三角である。しかしその A22 も Vλ⊥ 上の作用素と見なすことで、同様の手順を行ってその部分行列を得ることが出来る。以下、空間 Cn に対してこの方法を n 回繰り返せば、求める結果が得られる。
上述の内容はまた、次のように述べることも出来る。λ を A の固有値とし、対応する固有空間を Vλ とする。A は、Cn の Vλ を法とする商空間  上のある作用素 T を導く。この作用素はまさしく上述のブロック行列 A22 である。上述と同様に、T は Vλ を法とするある固有空間 Wμ ⊂ Cn を持つ。その商写像の下での Wμ の原像は、Vλ を含むような A の不変部分空間であることに注意されたい。この手順を、最終的に得られる商空間の次元が 0 になるまで続ける。すると、各手順で見つけられる固有空間の原像の集まりが、A を安定化する旗を構成する。

## 計算例
次の行列を三角化する。三角化の方法は一意ではないので、ここに示すものはあくまで一例である。
{\displaystyle A={\begin{bmatrix}4&-8&1\\1&-5&1\\-9&8&-6\end{bmatrix}}}
A の固有値を {\displaystyle \lambda } とすると、固有方程式は {\displaystyle \det(A-\lambda I_{3})=0,(\lambda +5)^{2}(\lambda -3)=0}。固有ベクトルをどれでもよいので1つとる。ここでは {\displaystyle \lambda _{1}=-5} に対応した
{\displaystyle {\begin{bmatrix}1,&1,&-1\end{bmatrix}}^{\intercal }}
を選ぶものとする。これ（のスカラー倍）を含むような正規直交基底を、どれでもよいので1つとる。ここでは、
{\displaystyle {\boldsymbol {v}}_{1}={\frac {1}{\sqrt {3}}}{\begin{bmatrix}1\\1\\-1\end{bmatrix}},{\boldsymbol {u}}={\frac {1}{\sqrt {2}}}{\begin{bmatrix}1\\-1\\0\end{bmatrix}},{\boldsymbol {w}}={\frac {1}{\sqrt {6}}}{\begin{bmatrix}-1\\-1\\-2\end{bmatrix}}}
と選ぶことにする。これらを横に並べて {\displaystyle Q_{1}={\begin{bmatrix}{\vec {{\mathbf {v} }_{1}}}&{\vec {\mathbf {u} }}&{\vec {\mathbf {w} }}\end{bmatrix}}} と3次正方行列を作ると、これはユニタリである。
ここで {\displaystyle {Q_{1}}^{-1}AQ_{1}} の1列目は (1,1) 成分を除いて0である。なぜなら、この行列を単位ベクトル {\displaystyle {\vec {{\mathbf {e} }_{1}}}={\begin{bmatrix}1\\0\\0\end{bmatrix}}} に（左から）掛けることで1列目だけを取り出すと、
{\displaystyle {Q_{1}}^{-1}AQ_{1}{\vec {{\mathbf {e} }_{1}}}={Q_{1}}^{-1}A{\vec {{\mathbf {v} }_{1}}}=\lambda _{1}{Q_{1}}^{-1}{\vec {{\mathbf {v} }_{1}}}=\lambda _{1}{Q_{1}}^{-1}Q_{1}{\vec {{\mathbf {e} }_{1}}}={\begin{bmatrix}\lambda _{1}\\0\\0\end{bmatrix}}}
実際計算してみると、
{\displaystyle {Q_{1}}^{-1}AQ_{1}={\begin{bmatrix}-5&35/{\sqrt {6}}&-3/{\sqrt {2}}\\0&3&0\\0&8/{\sqrt {3}}&-5\end{bmatrix}}}
次に、右下の2×2の小行列 {\displaystyle {\tilde {A}}={\begin{bmatrix}3&0\\8/{\sqrt {3}}&-5\end{bmatrix}}} を全く同様の方法で「1列目が (1,1) 成分を除いて0」にする。例えば、{\displaystyle {\tilde {Q_{2}}}={\begin{bmatrix}0&1\\1&0\end{bmatrix}}} のように2次ユニタリ行列がとれる。これを3次行列に「拡大」して、
{\displaystyle Q_{2}={\begin{bmatrix}1&{\begin{matrix}0&0\end{matrix}}\\{\begin{matrix}0\\0\end{matrix}}&{\tilde {Q_{2}}}\end{bmatrix}},{Q_{2}}^{-1}={\begin{bmatrix}1&{\begin{matrix}0&0\end{matrix}}\\{\begin{matrix}0\\0\end{matrix}}&{\tilde {Q_{2}}}^{-1}\end{bmatrix}}}
とすれば、
{\displaystyle {Q_{2}}^{-1}{Q_{1}}^{-1}AQ_{1}Q_{2}}
{\displaystyle {\begin{aligned}&={\begin{bmatrix}1&{\begin{matrix}0&0\end{matrix}}\\{\begin{matrix}0\\0\end{matrix}}&{\tilde {Q_{2}}}^{-1}\end{bmatrix}}{Q_{1}}^{-1}AQ_{1}{\begin{bmatrix}1&{\begin{matrix}0&0\end{matrix}}\\{\begin{matrix}0\\0\end{matrix}}&{\tilde {Q_{2}}}\end{bmatrix}}\\&={\begin{bmatrix}-5&{\begin{matrix}-3/{\sqrt {2}}&35/{\sqrt {6}}\end{matrix}}\\{\begin{matrix}0\\0\end{matrix}}&{\tilde {Q_{2}}}^{-1}{\tilde {A}}{\tilde {Q_{2}}}\end{bmatrix}}={\begin{bmatrix}-5&-3/{\sqrt {2}}&35/{\sqrt {6}}\\0&-5&8/{\sqrt {3}}\\0&0&3\end{bmatrix}}\end{aligned}}}

最後の上三角化行列を U とすれば、ユニタリ行列 {\displaystyle Q:=Q_{1}Q_{2}} により {\displaystyle Q^{-1}AQ=U,A=QUQ^{-1}}